# Ford Aerospace
Ford Aerospace & Communications Corporation (FACC) (Corporación Aeroespacial y de Comunicaciones Ford) fue una empresa aeroespacial y de defensa de Ford Company fundada en 1956 con el nombre de Aeronutronic, Esta empresa consistía en la división de sistemas aeroespaciales y en los laboratorios de desarrollo occidental.
Debido a los pocos contratos que consiguió durante sus 32 años en el campo de la defensa, finalmente es vendida en 1990 a Loral Corporation.
Sus instalaciones estaban localizadas cerca de Milpitas en el estado de California, Estados Unidos.

## Historia
- 1956: Ford Motor Company funda la División de defensa y el espacio Aeronutronic.
- 1961: Ford Motor Company adquiere Philco Corporation, más tarde llamado Philco-Ford Corporation.
- 1963: Philco-Ford Corporation cambia su nombre a Philco Aeronutronic y se convierte en el principal proveedor de equipos de comunicaciones de la NASA durante la década de los 60'.
- 1975: Philco-Ford Corporation se convierte en Aeronutronic Ford Corporation.
- 1976: Aeronutronic Ford Corporation se convierte en la Corporación Aeroespacial y de Comunicaciones Ford (FACC).
- 1981: La Ford Aerospace & Communications Corporation crea una nueva división llamada DIVAD (División de Defensa Aérea) para la producción del blindado autopropulsado antiaéreo M247 Sergeant York
- 1988: Ford Aerospace se traslada a la Base aérea de la OTAN Satcom (NABS: Nato Airbase Satcom).
- 1990: Ford Aerospace es vendida a Loral Corporation

## Historia luego de su venta
- 1990: Loral Corporation crea las divisiones de sistemas aeroespaciales Systems/Loral, la división de laboratorio de desarrollo occidental Loral y la división de defensa aérea Loral Aeronutronic.
- 1996: Loral Corporation y sus divisiones son adquiridas por Lockheed Martin Corporation

- Datos: Q4353824
- Multimedia: Ford Aerospace & Communications Corporation / Q4353824